# النزاع السوداني في جنوب كردفان والنيل الأزرق
حرب جنوب كردفان - النيل الأزرق أو النزاع السوداني في جنوب كردفان والنيل الأزرق، ويشار إليها أيضا في بعض وسائل الإعلام باسم الحرب الأهلية السودانية الثالثة، هو نزاع مسلح جاري في الولايات السودانية الجنوبية بالضبط في جنوب كردفان والنيل الأزرق بين القوات المسلحة السودانية (SAF) بمساعدة قوات الدعم السريع والجبهة الثورية السودانية متحاربة بالحركة الشعبية لتحرير السودان - الشمال (SPLM-N)، وهو تنظيم مسلح في شمال السودان أو جمهورية السودان تابع للحركة الشعبية لتحرير السودان (SPLM) في جنوب السودان وجيش تحرير السودان وحركة العدل و المساواة. بعد بضع سنوات من الهدوء النسبي الذي تلى اتفاق عام 2005 الذي أنهى الحرب الأهلية السودانية الثانية بين الحكومة السودانية ومتمردي الحركة الشعبية لتحرير السودان، إندلع القتال مرة آخرى قبل إنفصال جنوب السودان في 9 يوليو 2011, وبدأ في ولاية جنوب كردفان في 5 يونيو وانتشر إلى ولاية النيل الأزرق المجاورة في سبتمبر.كان من أبرز أسباب هذه الحرب هو غياب إنتخابات ديمقراطية بهاتين الولايتين.
تداخل الصراع مع الحرب في دارفور، منذ في نوفمبر تشرين الثاني 2011، أنشأت الحركة الشعبية لتحرير السودان - الشمال تحالفا فضفاضا مع بعض الحركات المسلحة في دارفور، الجبهة الثورية السودانية (SRF) وأصبحت هاته الأخيرة الطرف الثاني في هذه الحرب حيث تكونت قواتها من جنود الحركة الشعبية لتحرير السودان - الشمال، جيش تحرير السودان وحركة العدل والمساواة. إعتباراً من أكتوبر 2014. تضرر مليوني شخص من النزاع، وفر أكثر من 500,000 و 250,000 آخرين إلى جنوب السودان وإثيوبيا. في يناير 2015‘ إشتد القتال بعد أمر عمر البشير حكومته باستعادة السيطرة على الأراضي التي يسيطر عليها المتمردون قبل الانتخابات العامة في أبريل 2015.

## خلفية تاريخية
على الرغم من أن ولاية جنوب كردفان والنيل الأزرق هي ولايات شمالية حسب الحدود الدولية بين السودان وجنوب السودان، فإن العديد من سكانها (ولا سيما في جبال النوبة) يعتبرونها ولايات جنوب سودانية. قاتل العديد من سكانهما مع المتمردين الجنوبيين خلال الحرب الأهلية الطويلة. لم يسمح لولايتي جنوب كردفان والنيل الأزرق المشاركة في استفتاء إنشاء جنوب السودان في يناير 2011, وأكد الطرفان أن ذلك الاستفتاء سيتم على حسب «المشورة الشعبية» في تلك العملية. وفقا لصور الأقمار الصناعية، خلال أوائل الربيع في 2011, أنشأ السودان طرقا ترابية لازمة وخزانات نقل للنفط، وفي مارس 2011، بدأ نشر الشرطة في الولايتين خصوصا ولاية جنوب كردفان وإنشاء منشآت عسكرية في المنطقة.

### مايو 2011 ونزاع أبيي
في مايو 2011, قبل الاستقلال المقرر لجنوب السودان، ارتفعت التوترات في جميع أنحاء منطقة أبيي، وهي منطقة غنية بالنفط وكانت قانونيا جزء من كل من ولاياتي جنوب كردفان وشمال بحر الغزال. وكان مقررا أن تبقى ولاية جنوب كردفان في الشمال في حين سوف تنضم شمال بحر الغزال إلى جنوب السودان، لكن لم يتضح وضع أبيي، وادعتا كل من جوبا والخرطوم أنها منطقة خاصة بها. وفي 19 مايو 2011, أفادت تقارير بأن متشددين تابعين لما يسمى جيش التحرير الشعبي السوداني هاجمو قافلة ومركبات للجيش السوداني وبعثة الأمم المتحدة في السودان على بعد 10 كم من شمال مدينة أبيي، وقوبل هذا بإدانة من كل من الحكومة السودانية والأمم المتحدة. دخلت ما لا يقل عن 15 دبابة سودانية مدينة أبيي في 20 مايو، وبدأ القتال على نطاق واسع في هاته المنطقة. في 22 مايو، سيطر الجيش السوداني على المدينة، وفر سكانها إلى جنوب السودان نحو شمال بحر الغزال. اتهمت كل من الحكومة السودانية وحكومة جنوب السودان بعضهما البعض بانتهاك شروط اتفاق السلام الشامل. في يونيو 2011, حاول فريق من الاتحاد الإفريقي بقيادة رئيس جنوب أفريقيا السابق ثابو مبيكي تجنب تصعيد الوضع بين الشمال والجنوب وذلك بعقد محادثات بينهما في العاصمة الإثيوبية أديس أبابا. وفي 20 يونيو، اتفق الطرفان على نزع السلاح في المنطقة المتنازع عليها أبيي، ونشرت الأمم المتحدة ما سمي قوات الأمم المتحدة لحفظ الأمن المؤقتة في أبيي (UNISFA) في 27 يونيو حزيران. ونشرت مكالمات هاتفية عن تسليم الجنوب لمنطقة أبيي للشمال. ومع ذلك، قال المتحدث باسم جيش التحرير الشعبي السوداني، فيليب أغير، للصحافة أن هذا غير صحيح.

## مسار النزاع

### سنة 2011

#### شهر يونيو
في 5 يونيو 2011, اندلع النزاع المسلح بين حكومة السودان والحركة الشعبية لتحرير السودان - القطاع الشمالي (SPLM-N) في ولاية جنوب كردفان، قبل استقلال الجنوب المقرر في 9 يوليو. ادعى الجيش الشمالي أن جيش التحرير الشعبي السوداني أطلق هجوما على مركز للشرطة في الولاية وسرقوا أسلحة مما دفع إلى الرد. فيما ادعى هذا الأخير أن الجيش الشمالي حاول نزع سلاح وحداته بالقوة. في ذلك اليوم، ادعى متمردو حركة العدل و المساواة أن القوات المسلحة السودانية دمرت مخيما في منطقة جاما، في ولاية جنوب كردفان مما أسفر عن مقتل 38 جنديا من مقاتليها وإصابة 27 آخرين. وفي 14 يونيو، اتهمت الأمم المتحدة الحكومة السودانية بتنفيذها «قصف مكثف وحملة عسكرية» بالقرب من الحدود الشمالية - الجنوبية والتي أدى إلى «زيادث ضخمة في معاناة» المدنيين في جنوب كردفان. قال عمال الإغاثة بأن عرقية النوبة مستهدفون من قبل الجنود الشماليين والميليشيات العربية. وهذا نفاه رابي عبد اللطيف عبيد، مستشار وزير الإعلام السوداني، الذي قال أن مقاتلي المجموعات المتمردة هم الوحيدين الذي تم استهدافهم. وفي 15 يونيو، دعا رئيس الولايات المتحدة باراك أوباما إلى وقف إطلاق النار بين حث كل من السودان والمتمردين المدعومين من الجنوب، من أجل منع العودة إلى الحرب الأهلية. وفي 19 يونيو، اتهم الرئيس السوداني عمر حسن البشير الحركة الشعبية لتحرير السودانية - الشمال بما سماه «الخيانة» في ولاية جنوب كردفان. قال الجيش الشمالي أنه سيواصل الحملة العسكرية في جنوب كردفان، والتي شملت القصف الجوي، إلى سحق التمرد بقيادة النائب السابق لمحافظ الولاية، الرائد في الحركة الشعبية لتحرير السودان- الشمال عبد العزيز الحلو. واشتد القتال في جميع أنحاء عاصمة الولاية كادوقلي.

#### يوليو – أغسطس
في 6 يوليو، أعلن القائد الميداني لما يسمى حركة العدل و المساواة أن قواته كانت قادرة على هزيمة كتيبة سودانية في حقل بالقرب من هجليج، تضم أربعة وخمسين عضوا، وذلك عن طريق فخ لها، والتي كانت تتألف من جنود يركبون تسع سيارات من نوع لاند كروزر. وقتل رئيس الكتيبة، جنبا إلى جنب مع اثنين جنود آخرين. وفي 11 يوليو، تم الإبلاغ عن اشتباكات في فولا، ولاية جنوب كردفان. ادعت الجبهة الوطنية الاتحادية السودانية بأن قواتها قتلت 20 من القوات الحكومية، ودمرت أربعة سيارات لاند كروزر، التي نقلت القوات الحكومية إلى تلك المنطقة الولاية، وقال المتحدث باسم الجبهة الوطنية الاتحادية السودانية أنها أسرت دبابات وأخدت كميات من الأسلحة، وفر ما تبقى من القوات الحكومية. استمر القتال بعد أن أخد جنوب السودان استقلاله في 9 يوليو، على الرغم من إصرار الحكومة السودانية على استعادة ولاية جنوب كردفان بالطرق السلمية من المتمردين. هزمت القوات المشتركة بين الحركة الشعبية لتحرير السودان - الشمال وحركة العدل و المساواة القوات الحكومية من 10 يوليو إلى 17 من نفس الشهر في جبال النوبة. وأسر جيش حامية التيس من قبل المتمردين. وفي النهاية، قتل 150 جندي حكومي ومتمرد واحد، واستولى المتمردون على كميات كبيرة من الأسلحة بما في ذلك الرشاشات الثقيلة والمدفعية، وصواريخ أر بي جي وأي كي - 47.ومع ذلك، أسر زعيم حركة العدل و المساواة، وفيما بعد حكم عليه بالإعدام شنقا حتى الموت، حسب وسائل الإعلام التي تديرها الدولة في 27 أغسطس. في نفس الوقت تقريبا، كشفت السودان تريبيون أن الحركة الشعبية لتحرير السودان - الشمال، حركة العدل و المساواة، وجيش تحرير السودان (SLA) الذي يشكل الجناح العسكري لما يسمى حركة تحرير السودان شكلوا تحالف مقاومة الحكومة الاتحادية المؤقت في الخرطوم.

#### سبتمبر–ديسمبر
في 1 سبتمبر، راح جيش متمردي الحركة الشعبية لتحرير السودان - الشمال عمدا في ولاية جنوب كردفان بتدمير محاصيل المزارع التابعة لشعب النوبة في محاولة لتجويع الدولة. وفي الوقت نفسه، ادعت وسائل الإعلام التي تديرها الدولة أن مقاتلي الحركة الشعبية لتحرير السودان - الشمال قتلوا 17 مدنيا، بما فيهم أطفال، وجرح 14 آخرين في منطقة كالوغي بجنوب كردفان في نفس اليوم. وفي 7 سبتمبر،  تم الإبلاغ بحصول اشتباكات بين قوات عبد الواحد في جيش تحرير السودان والجيش السوداني في جبل مرة، ادعى المتمردون أنهم قتلوا 40 جنود من القوات الحكومية واستولوا على ستة من سياراتهم، فيما قتل ثلاثة متمردين وأصيب رابع آخر بجروح. قال متحدث باسم الجيش السوداني أن متشددو الحركة الشعبية لتحرير السودان - الشمال هاجموا مواقع الجيش في الدمازين، عاصمة ولاية النيل الأزرق، في وقت متأخر من يوم 1 سبتمبر. فيما قال المحافظ مالك آجار، أن الجيش هاجمت مؤسسات الدولة في النيل الأزرق. سيطر الجيش السوداني بسرعة على الدمازين، وأقال الخرطوم أجار من منصبه وحل محله مع حاكم عسكري. أعاد أجار تجميع المجموعات المتحالفة معه في جنوب ولاية النيل الأزرق. وفي 2 سبتمبر، أعلنت الحكومة الاتحادية حالة الطوارئ في الدولة. كشفت تقارير أن القوات الجوية السودانية نفذت ضربات جوية على ولايتي جنوب كردفان والنيل الأزرق، ونفذت الحركة الشعبية لتحرير السودان - الشمال تفجيرات في القرى والمدن بهما. وادعت هذه الأخيرة أن أربعة مدنيين قتلوا في القصف الجوي على كرمك. في 22 سبتمبر، فازت الحركة الشعبية لتحرير السودان - الشمال في العديد من المناطق (عبري، دلامي، أنغرتو، محلة وتالودي وأبو الحسن، في محلة كدارنو) مما أسفر عن مقتل 25 جندي من الميليشيات من التي تنتمي إلى القوات المسلحة السودانية (SAF). واتهم المتمردون الدولة السودانية بنشر الفوضى والحرب في السودان. كما دعا مجلس الأمن الدولي إلى فرض منطقة حظر طيران على ولايات النيل الأزرق، دارفور وجنوب كردفان.

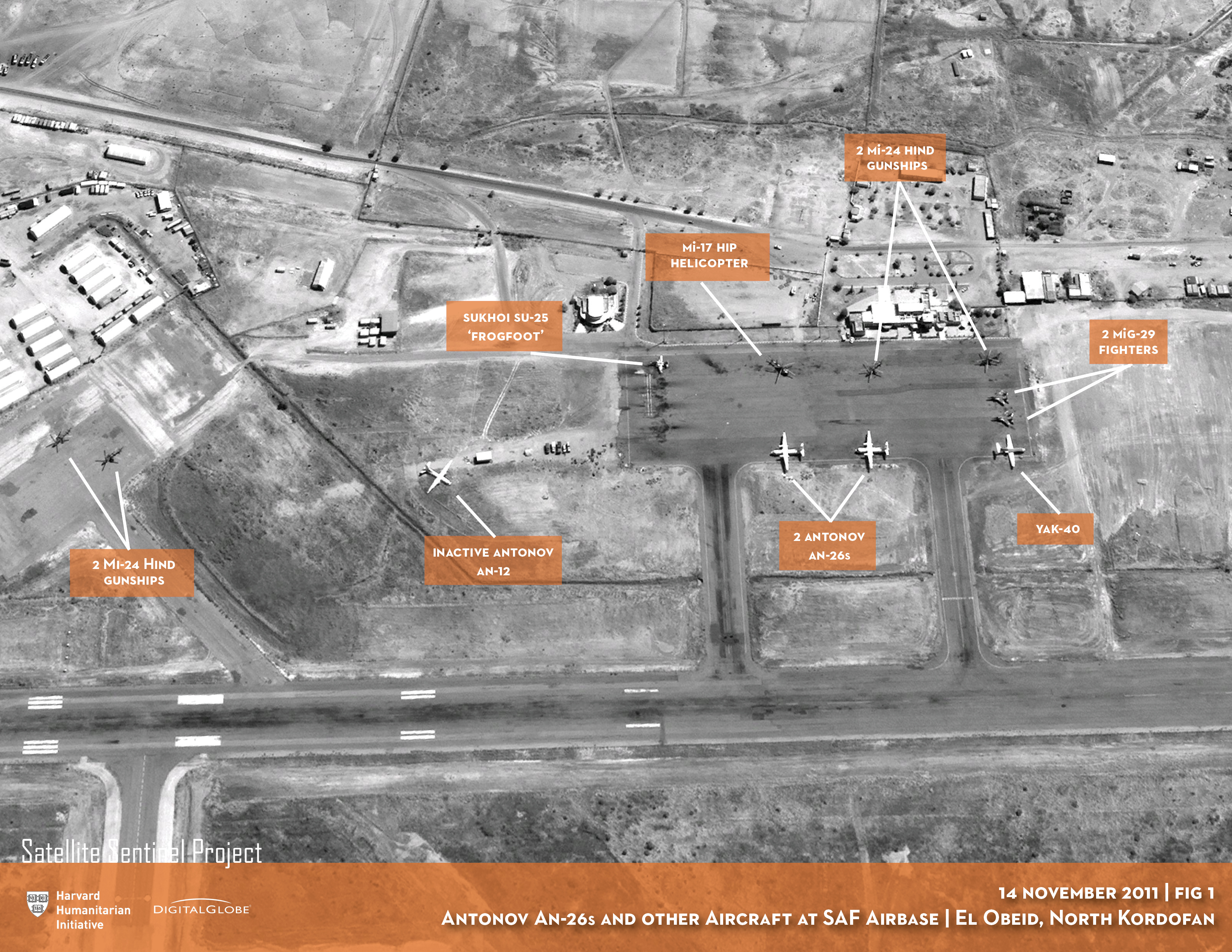
طائرات هليكوبتر من طراز أنتونوف إن- 26s و ميج 29s و طائرات أخرى في قاعدة العبيد الجوية حيث يعتقد تنفيذ القوات المسلحة السودانية هجوما فيها.

ادعى الجيش السوداني في 10 سبتمبر أنه كسر حصار الحركة الشعبية لتحرير السودان - الشمال على قيسان، بالقرب من الحدود الإثيوبية، على الرغم من أنه لم يتضح ما إذا كانت سيطر على قيسان بشكل صريح أو مجرد هرب لجيش الحركة الشعبية لتحرير السودان - الشمال من المنطقة. ادعى كل من مالك أجار ويحيى محمد خير، الحاكم العسكري الذي عينه البشير لولاية النيل الأزرق، السيطرة على 80 في المئة منها. وفي الوقت نفسه، قالت الحكومة السودانية أن 5000 مدنيا فروا من منازلهم في النيل الأزرق نتيجة القتال، وادعى وزير الإعلام سنا حمد عوض أن له دليل على دفع حكومة جنوب السودان لرواتب مقاتلي الحركة الشعبية لتحرير السودان - الشمال عبر الحدود. في 3 أكتوبر، اشتبكت قوات الحركة الشعبية لتحرير السودان - الشمال مع الجيش السوداني في ولاية جنوب كردفان مما أسفر عن مقتل 47 جندي من الجيش، بما في ذلك ثلاثة قادة معروفة للميليشيات و 23 رجل غير نظامي.